# Listă de filme istorice din anii 1970
Aceasta este o listă de filme istorice lansate în anii 1970.
| 1970                          |                                                     | |                           |                                                              |
| Julius Caesar                 | Stuart Burge                                        | Charlton Heston, Jason Robards, John Gielgud | SUA                       | Iulius Cezar                                                 |
| '                             |                                                     | |                           |                                                              |
| 1971                          |                                                     | |                           |                                                              |
| The Trojan Women              | Michael Cacoyannis                                  | Katharine Hepburn, Vanessa Redgrave, Geneviève Bujold | SUA, Regatul Unit, Grecia | Războiul troian                                              |
| '                             |                                                     | |                           |                                                              |
| 1972                          |                                                     | |                           |                                                              |
| '                             |                                                     | |                           |                                                              |
| 1973                          |                                                     | |                           |                                                              |
| '                             |                                                     | |                           |                                                              |
| 1974                          |                                                     | |                           |                                                              |
| Frații Jderi                  | Mircea Drăgan                                       | Gheorghe Cozorici, Sebastian Papaiani, George Calboreanu, Toma Dimitriu, Geo Barton, Sandina Stan, Iurie Darie, Emanoil Petruț și Florin Piersic                           | România                   | Ștefan cel Mare                                              |
| '                             |                                                     | |                           |                                                              |
| 1975                          |                                                     | |                           |                                                              |
| Ștefan cel Mare - Vaslui 1475 | Mircea Drăgan                                       | Gheorghe Cozorici, Gheorghe Dinică, Violeta Andrei, Toma Dimitriu, Sandina Stan, Geo Barton, Ana Széles, Iurie Darie, Sebastian Papaiani, Emanoil Petruț și Florin Piersic | România                   | Ștefan cel Mare                                              |
| '                             |                                                     | |                           |                                                              |
| 1976                          |                                                     | |                           |                                                              |
| Prin cenușa imperiului        | Andrei Blaier                                       | Gheorghe Dinică, Gabriel Oseciuc, Cornel Coman, Ștefan Sileanu și Ferencz Bencze                                                                                           | România                   | 1917                                                         |
| '                             |                                                     | |                           |                                                              |
| '                             |                                                     | |                           |                                                              |
| 1977                          |                                                     | |                           |                                                              |
| Războiul independenței        | Doru Năstase, Sergiu Nicolaescu, Gheorghe Vitanidis | Marcel Anghelescu, Amza Pelea și Șerban Cantacuzino | România                   | Evenimente din timpul Războiului de Independență al României |
| '                             |                                                     | |                           |                                                              |
| '                             |                                                     | |                           |                                                              |
| 1978                          |                                                     | |                           |                                                              |
| Pentru patrie                 | Sergiu Nicolaescu                                   | Amza Pellea, Mircea Albulescu, Mircea Anghelescu, George Constantin | România                   | Proclamarea independenței României la 10 mai 1877            |
| Ecaterina Teodoroiu           | Dinu Cocea                                          | Stela Furcovici, Ion Lupu, Mihai Mereuță, Ion Caramitru, Amza Pellea și Ilarion Ciobanu                                                                                    | România                   | Primul Război Mondial                                        |
| '                             |                                                     | |                           |                                                              |
| 1979                          |                                                     | |                           |                                                              |
| Vlad Țepeș                    | Doru Năstase                                        | Ștefan Sileanu, Ernest Maftei, Emanoil Petruț, Teofil Vâlcu | România                   | Vlad Țepeș                                                   |
| '                             |                                                     | |                           |                                                              |
| '                             |                                                     | |                           |                                                              |